# Грюмьо, Эмиль
Эмиль Грюмьо (фр. Émile Grumiaux) — французский стрелок из лука, чемпион летних Олимпийских игр 1900.
На Играх 1900 в Париже Грюмьо соревновался только в классе «А ля пирамид». Он занял первое место, выиграв золотую медаль.